# 長谷川ほまれ
長谷川 ほまれ（はせがわ ほまれ、1967年1月11日 - ）は、日本の俳優。東京都出身。希楽星所属。

## 出演

### テレビドラマ
- 仮面ライダーシリーズ
  - 仮面ライダー 第36話「いきかえったミイラ怪人エジプタス」（1971年） - 剛田裕二
  - 仮面ライダーX 第1話「X.X.Xライダー誕生!!」（1974年） - 神敬介（少年時代）
  - 仮面ライダーストロンガー （1975年）
    - 第6話「先生に化けたクラゲ奇械人!」 - 堀文夫
    - 第16話「吸血ブブンガー 悪魔のプレゼント!」

  - 仮面ライダー（スカイライダー） 第39話「助けて! 2人のライダー!! 母ちゃんが鬼になる」（1980年）
  - 仮面ライダーW 第5話「少女…A / パパは仮面ライダー」・第6話「少女A… / 嘘の代償」（2009年） - 楠原大三郎
- ミラーマン 第12話「出たっ! シルバークロス」（1972年） - 吉川勇
- 地獄の辰捕物控 第4話「縁切寺で女が死んだ」（1972年）
- 鉄人タイガーセブン 第21話「必殺!! タイガー回転スパーク」（1974年） - 園児
- 銭形平次 第411話「江戸は今夜も」（1974年） - 吉松
- イナズマンF 第8話「ウデスパー兄弟! クロスハリケーン!!」（1974年） - 林清
- 闘え!ドラゴン 第4話 - 13話（1974年） - 林周
- アクマイザー3 第6話「なぜだ?! ガブラの大逆転」（1975年） - 小学生
- 宇宙鉄人キョーダイン（1976年 - 1977年） - 三郎
- ザ・カゲスター 第18話「アリジゴク 東京壊滅作戦!」（1976年）
- 超神ビビューン 第16話「柱が動く? 何だかヘンなツトム君」（1976年） - 平山ツトム
- 快傑ズバット（1977年）
  - 第6話「海にほえるマシンガン」 - 三太
  - 第26話「許せ我が子よ!」 - 小山内きよし
- ロボット110番 第8話「ゴキブリの詩」（1977年）
- 冒険ファミリー ここは惑星0番地（1977年） - 山田三平
- UFO大戦争 戦え! レッドタイガー（1978年） - パピット
- スーパー戦隊シリーズ
  - 超電子バイオマン 第33話「出るか?新必殺技」（1984年） - 野球部員
  - 超新星フラッシュマン 第39話「燃えろ怒りのサラ」（1986年） - 兄
- さすらい刑事旅情編III 第4話「さいはてオホーツク・過去から逃げる女」（1990年）
- 特捜エクシードラフト 第23話「死を呼ぶ愛の説得」（1992年） - 城南署刑事
- 2年B組仙八先生 - 花村寛次
- 白い春 #7 - 警官
- となりの芝生 #2 - 看板屋
- 神の雫 #3 - レストラン店員
- MR.BRAIN #4 - ニュースキャスター
- 篤姫 - 徳川慶頼
- ガンジス河でバタフライ - 面接官
- マジカルウィッチアカデミー 〜ボクと先生のマジカルレッスン〜 銀行員
- 銭華 - 販売員
- 新・美味しんぼ33 - 司会者
- のだめカンタービレ - 審査員
- ハゲタカ - ディレクター
- 小早川伸木の恋 - 息子
- はぐれ刑事純情派
- 日曜劇場 輪舞曲 -ロンド- - 分析官
- 純情きらり - 客
- 愛と死を見つめて - 記者
- 離婚弁護士II
- ファイト
- ドラマ幸福2020 - 司会
- 恋におちたら〜僕の成功の秘密〜 - 記者
- ホットマン2 - 父親
- 西村京太郎サスペンス 十津川警部シリーズ 27「九州特急つばめ殺人事件」 - アナウンサー
- クニミツの政
- 渡る世間は鬼ばかり - 巡査
- 世にも奇妙な物語
- 三億円事件〜20世紀最後の謎 - 三億円を奪われる銀行員
- 整形美人。
- 女優・杏子
- つぐみへ…〜小さな命を忘れない〜 - レポーター
- 合い言葉は勇気
- 青い鳥症候群
- 傷だらけの女
- ナオミ
- 金曜時代劇 しくじり鏡三郎
- 板橋マダムス - アナウンサー
- 徳川慶喜 - 公家
- 凍りつく夏 - 医者
- 名探偵保健室のオバさん - 医者
- 誘惑
- ショカツの女〜新宿西署・刑事課強行犯係
- NHK正月時代劇「隠密秘帖」
- 相棒
- 連続テレビ小説「おひさま」 - 街頭録音のアナウンサー

etc

### 映画
- 実録安藤組 襲撃篇 （1973年） - 安藤昇の息子
- けんか空手 極真拳 （1975年） - 仁科雄一
- 沈まぬ太陽
- はだしのゲン

### ラジオ
- FMシアター